# Enrique Cabrera

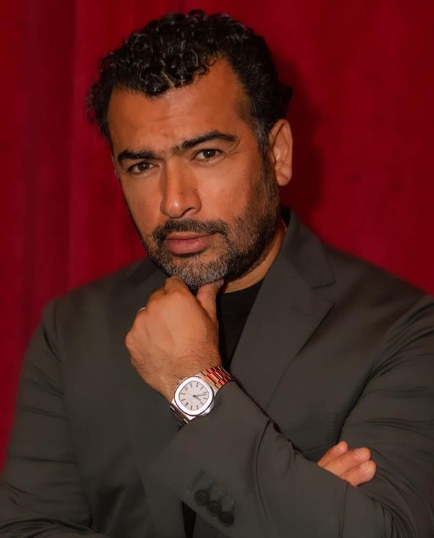
Enrique Cabrera

Enrique Cabrera (* 14. Juli 1974 in Poza Rica de Hidalgo, Veracruz) ist ein mexikanischer Bildhauer, der auch für seine Arbeiten als Restaurator, Musiker und Fotograf bekannt ist.

## Leben
Cabrera wurde 1974 in der Stadt Poza Rica de Hidalgo, Veracruz, geboren. Aufgewachsen in einer künstlerisch geprägten Familie, interessierte er sich in seiner Jugend für Musik und lernte Instrumente wie Gitarre, Bass, Klavier und Schlagzeug. In den frühen 1990er Jahren beschäftigte er sich mit der Bildhauerei und verwendete hauptsächlich Metall als Material.
Er begann seine berufliche Tätigkeit als Restaurator bei der mexikanischen Kaufhauskette Sanborns und schuf 2008 seine erste Schädelskulptur, eine Technik, die im Laufe seiner Karriere zu einem seiner Hauptmerkmale werden sollte.
Seine Skulpturen wurden im Louvre, Art Shopping Paris, Musée Picasso Antibes (Frankreich), Mori-Kunstmuseum in Tokio (Japan), bei Rockefeller, Meatpacking, Artbasel und Hamptons Fine Art Fair (USA) etc. ausgestellt. Zudem arbeitet er regelmäßig mit Stiftungen zusammen mit seinen herausragenden Beiträgen als Botschafter in Scholas Ocurrentes von Papst Franziskus, amfAR, Unicef, der Stiftung von Ricky Martín, Eva Longoria und Les Couleurs Charity.
Cabrera hat mehrere künstlerische Restaurierungen in verschiedenen Teilen der Welt in Zusammenarbeit mit dem CENIDIAP (Nationales Forschungszentrum für Bildende Künste) und dem INBA (Nationales Institut für Bildende Künste), beides mexikanische Institutionen, durchgeführt. Er wurde von der französischen Regierung im Jahr 2009 und von Mexiko 2010 ausgewählt, um einige der wichtigsten skulpturalen Werke des nationalen Kulturerbes wiederherzustellen, wofür er antike Restaurierungstechniken verwendete.
Aus seinen Sammlungen sind diese Werke besonders zu erwähnen: Trilogía, Palmarius, Palmarius Colors, Skull Miami Colors, Cavallo Veloce, Naia, El Toro de Oro, El Toro Platino und La Gran Manzana.
Sein einzigartiges Werk Palmarius hat mehr als 28 Länder bereist, mit Ausstellungen u. a. in Paris, Cannes, Dubai, Rom, Florenz, Tokio, Miami, New York und Los Angeles. La Gran Manzana ist das grundlegende Projekt in der öffentlichen Kunst des 21. Jahrhunderts, das zu Ehren von New York City in Zusammenarbeit mit Mitsui Fudosan America Inc., einem der wichtigsten Immobilienentwickler Amerikas, ein Unternehmen der Mitsui-Gruppe und das größte Unternehmen Japans, ins Leben gerufen wurde. Es ist die größte Skulptur, die jemals in New York ausgestellt wurde.

## Werkliste
- Trilogía
- Skull Miami Colors
- Virgen de Guadalupe
- San Miguel Arcángel
- Palmarius
- Palmarius Colors
- Caballo Veloce
- Naia
- El Toro de Oro